# (4295) Wisse
(4295) Wisse ist ein Asteroid des Hauptgürtels, der am 24. September 1960 vom Forscherteam Cornelis Johannes van Houten und Tom Gehrels im Rahmen des Palomar-Leiden-Surveys entdeckt wurde.
Der Asteroid ist nach Marijke Wisse-Schouten, einer Mitarbeiterin der Sternwarte Leiden benannt.